# 웃다 울다
웃다울다는 2013년 4월 11일 발매된 서인국의 음반이다.

## 특징
- 타이틀곡은 〈웃다울다〉이다.
- 〈웃다울다〉로 슈퍼스타K 출신 솔로 가수 최초로 공중파3사 음악프로그램에 출연했다.
- 〈웃다울다〉는 싸이의 젠틀맨과 함께 1위 후보에 올랐다.
- 〈행복했을까〉는 배우 구혜선의 자작곡이다.
- 구혜선은 서인국이 이 노래를 불러주길 원했고 서인국은 구혜선의 제안을 흔쾌히 받아들였다.
- 그 인연으로 〈웃다울다〉뮤직비디오에 구혜선이 출연했다.

## 트랙 리스트
| #  | 제목                              | 작사              | 작곡              | 편곡          | 재생 시간 |
| -- | --------------------------------- | ----------------- | ----------------- | ------------- | --------- |
| 1. | 〈웃다울다〉                      | 김지향,멜로디자인 | 황세준,멜로디자인 | 멜로디자인    |           |
| 2. | 〈행복했을까 (Feat. 구혜선)〉     | 구혜선            | 구혜선            | 최인영        |           |
| 3. | 〈웃다울다(Inst.)〉               |                   | 황세준,멜로디자인 | 멜로디자인    |           |
| 4. | 〈너땜에못살아 (Feat. 버벌진트)〉 | 민연재,버벌진트   | 김도훈,황세준     | 김두현,최용찬 |           |